# Calendario del vangatore
Il Calendario del vangatore è un'opera dello scrittore ed economista fiorentino Marco Lastri, pubblicata nel 1793. Il titolo completo è "Calendario del vangatore nel quale restano descritte le faccende mensuali del vangatore scritto dal proposto Lastri, produzione che deve essere sommamente cara agli agricoltori".
Tale calendario, ed altri dello stesso Lastri che trattano ogni oggetto dell'economia campestre e che furono accolti in modo positivo anche al di fuori del paese, sono poi stati riuniti in un unico corpo dal titolo Corso d'Agricoltura pratica, il quale è considerato uno dei migliori libri d'agraria venduti in Italia nel XIX secolo.

## Opera
L'opera tratta dell'agricoltura in calendari, ovvero cataloghi delle regole e delle macchine per bene eseguire le faccende mensili nei diversi uffici del contadino; in particolare descrive il calendario del vangatore, ovvero le sue mansioni suddivise nei diversi mesi dell'anno. Questo metodo, seppur non sia il più eloquente ed esaustivo, è, secondo il Lastri, il più istruttivo.
Il testo si compone di una breve introduzione ai lettori e di dodici capitoli intitolati ognuno ad un mese specifico. 
Nell'edizione successiva, sono state aggiunte ai 'Calendari' le 'Lezioni', ovvero trattazioni in materia di agricoltura non secondo il metodo delle stagioni, ma secondo il metodo delle materie. Entrambi questi metodi sono stati adoperati tanto dagli antichi (Catone, Columella, Varrone ecc), quanto dai moderni (Palladio ecc).

## Contenuto
Durante il primo mese, "Gennaio operaio", il Vangatore utilizza la vanga per preparare e disporre la terra per la semente o per aprire le fosse per le viti e rendere colto qualche pezzo di terra infruttifero o di sodaglia.
In Febbraio, essendo minore il rischio di pioggia e ghiaccio, si utilizza la vanga sulle terre sottili per le sementi delle fave o di altre biade.
Marzo è il mese in cui si interrano le sementi e si vangano le terre, specialmente quelle di pianura, che ancora non sono state vangate, in cui si riempiono le fosse delle viti e si incomincia a fare il divelto per le viti a fossa chiusa.
In aprile si possono vangare le terre di pianura predisposte per la semina di grani turchi, canape e fagioli. Inoltre vengono fatti i divelti per le viti e vangati a due puntate i campi in cui verranno piantati cocomeri, meloni e ad altre piante.
In maggio il contadino vanga le terre dove si semineranno la faggiola ed i fagioli, termina i divelti per le viti, inizia le propaggini delle stesse e vanga tutte le fosse dei maglioli piantati negli anni precedenti. In giugno si possono portare a termine le prode delle viti non ancora vangate e riempire le frane dei cigli caduti durante il precedente inverno.
Luglio è il mese del riposo. Il vangatore deve sottoporre a esame le condizioni della vanga e rivolgersi al fabbro in caso di bisogno oppure ordinare la fattura di qualche vanga nuova.
Dalla metà del mese di agosto il vangatore torna all’opera, ricavando fosse lungo le strade e i campi e gettando la terra cavata dal fondo sulle spallette delle viti, essendo di grande utilità per le viti stesse e per il campo. Inoltre può ricavare fossi di acqua stagnante che si sono prosciugati nel periodo estivo.
Settembre è il mese opportuno per ricavare le fosse dei poderi in mezzo ai campi; inoltre si ricavano le fosse lungo le strade comunitarie per dar scolo alle acque piovane.
In ottobre si scavano le fosse per le viti da piantare in novembre, i buchi o le formelle per frutti di vario genere e si dà lo scolo alle acque ai campi da seme.
In novembre si vangano i campi dove si intende seminare il grano segalato e le fave vernine, mettendo i campi a porche con l’aratro o spargendo le fave sopra il terreno e vangando poi a magolati.
In dicembre il vangatore deve continuare a seminare le fave, purché la terra sia asciutta, proseguire la vangatura per le semente marzuole in caso di avanzo di tempo e aprire le fosse per i maglioli. È consigliato rivoltare con la vanga tutta la terra che si dovrà vangare nell’annata.
In conclusione lo scrittore sottolinea che il vangatore deve preoccuparsi di usare la vanga spesso e in modo appropriato, assicurandosi così che la terra sia fruttifera, a tal punto da renderlo ricco; infatti la terra frutterà in misura dell'abbondante vangatura e concimatura.

## Edizioni
- Lastri, Marco,  Calendario del vangatore nel quale restano descritte le faccende mensuali del vangatore scritto dal proposto Lastri, produzione che deve essere sommamente cara agli agricoltori, 1793, in Venezia: stamperia Graziosi a S. Apollinare.[1]
- Lastri, Marco, Calendario del vangatore nel quale resta descritto le faccende mensuali del vangatore ... del proposto Lastri, 1806, in Venezia: stamperia Graziosi a S. Apollinare. Nuova edizione accresciuta: 1. Della vera piantagione del frumento di Pietro Caronelli; 2. Della regola vantaggiosa fondata sulla esperienza circa la coltura, semina, e raccolta de' risi; 3. Di un trattato pratico di seminare, coltivare, e preparare il tabacco in polvere ..[1]

## Altre opere collegate
- Lastri, Marco, 1793, Regole per i padroni
- Lastri, Marco, 1793, Calendario del maremmano
- Lastri, Marco, 1793, Calendario del pecorajo
- Lastri, Marco, 1793, Calendario del castagnajo